# Нововасюганское сельское поселение
Нововасюга́нское се́льское поселе́ние — муниципальное образование (сельское поселение) в Каргасокском районе Томской области, Россия. В состав поселения входят 2 населённых пункта. Административный центр поселения — село Новый Васюган. Население — 1837 чел. (2021).
Первый населённый пункт на территории поселения — село Новый Васюган — был основан в 1933 г. ссыльными во время коллективизации

## География
Поселение располагается на берегу реки Васюган, на западе Томской области, в отдалённой от основных транспортных артерий местности. Площадь — 645,295 км². Расстояние до райцентра — 370 км.

## Население
| 2002  | 2010  | 2012  | 2013  | 2014  | 2015  | 2016  |
| ----- | ----- | ----- | ----- | ----- | ----- | ----- |
| 2678  | ↘2356 | ↘2268 | ↘2204 | ↘2165 | ↘2114 | ↘2083 |
| 2017  | 2018  | 2019  | 2020  | 2021  |       |       |
| ↘2049 | ↘2015 | ↘1968 | ↘1953 | ↘1837 |       |       |

## Населённые пункты и власть
| Населённый пункт | Население (01.08.2012) |
| ---------------- | ---------------------- |
| с. Новый Васюган | 2265                   |
| с. Айполово      | 3                      |

Сельским поселением управляют глава поселения и Совет. Глава сельского поселения — Лысенко Павел Гербертович.

## Экономика
Основу местной экономики составляют сельское хозяйство, розничная торговля, рыболовство, заготовка древесины (ООО «Васюганский лесхоз») и дикоросов, сбор, грибов, кедрового ореха и лекарственных трав. Работают свыше 30 частных магазинов.

## Образование, социальная сфера и культура
На территории поселения работают: школа, детский сад, отделение сестринского ухода, амбулатория, фельдшерско-акушерский пункт, Нововасюганский центр культуры, библиотека.